# Флаг аборигенов островов Торресова пролива
Флаг аборигенов островов Торресова пролива (англ. Torres Strait Islander flag) — флаг, используемый коренными народами, живущими на островах Торресова пролива в Австралии. Он был разработан в 1992 году Бернардом Намоком, который выиграл конкурс по созданию флага, проведенный координационным советом островов.
Флаг был признан комиссией по делам аборигенов и жителей островов Торресова пролива в 1992 году, а в 1995, в соответствии с законом «О флагах» от 1953 года (англ. Flags Act 1953), он получил официальный статус, наравне с флагом аборигенов Австралии
.

## Цвета
Официальные цвета флага представлены ниже:
| Модель    | Зелёный                   | Синий                    | Чёрный                  | Белый                 |
| --------- | ------------------------- | ------------------------ | ----------------------- | --------------------- |
| Pantone   | 3288 C или 342 C          | 301 C или 280 C          | Black C                 | Safe                  |
| RGB (Hex) | 0–153–102 (#009966)       | 0–0–153 (#000099)        | 0–0–0 (#000000)         | 255–255–255 (#FFFFFF) |
| CMYK      | 100 % — 0 % — 80 % — 40 % | 100 % — 70 % — 0 % — 0 % | 0 % — 0 % — 0 % — 100 % | 0 % — 0 % — 0 % — 0 % |

## Символика

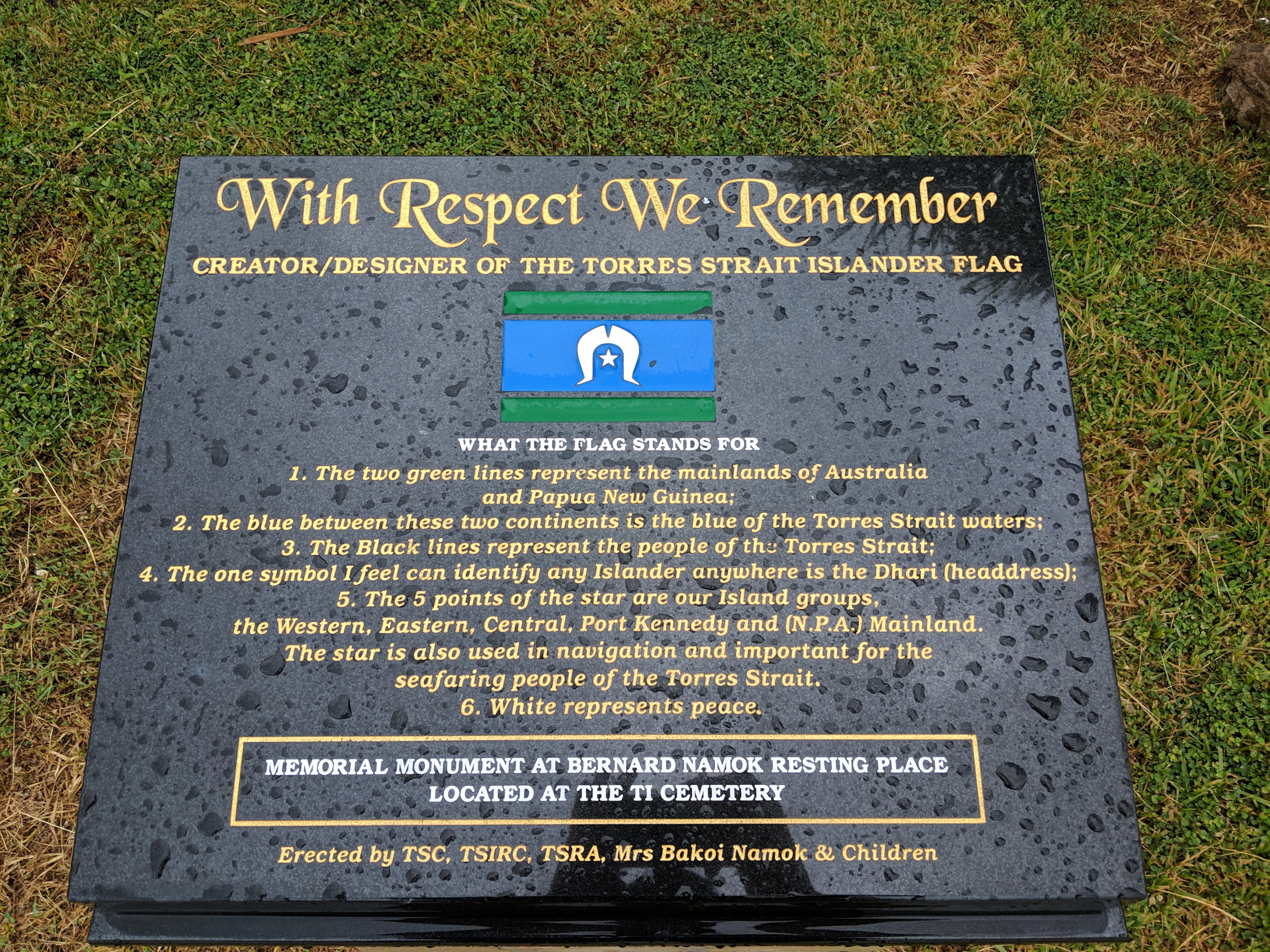
Мемориальная табличка, объясняющая значение флага аборигенов островов Торресова пролива, установленная на острове Терсди.

Зелёные полосы в верхней и нижней части флага символизируют земли Австралии и Папуа-Новой Гвинеи, а синяя полоса в центре представляет собой воды Торресова пролива между ними. Тонкие чёрные линии между зелёными и синими полосами символизируют коренной народ островов. В центре флага находится белая звезда, четыре из концов которой символизируют 4 основные скопления островов: Западные, Восточные, Центральные и остров Терсди, а пятая — материковую часть Австралии. Белый церемониальный головной убор танцора дари (или дхари) вокруг звезды олицетворяет народ и культуру островов. Также, белый цвет символизирует мир, а звезда служит символом навигации.

## Использование

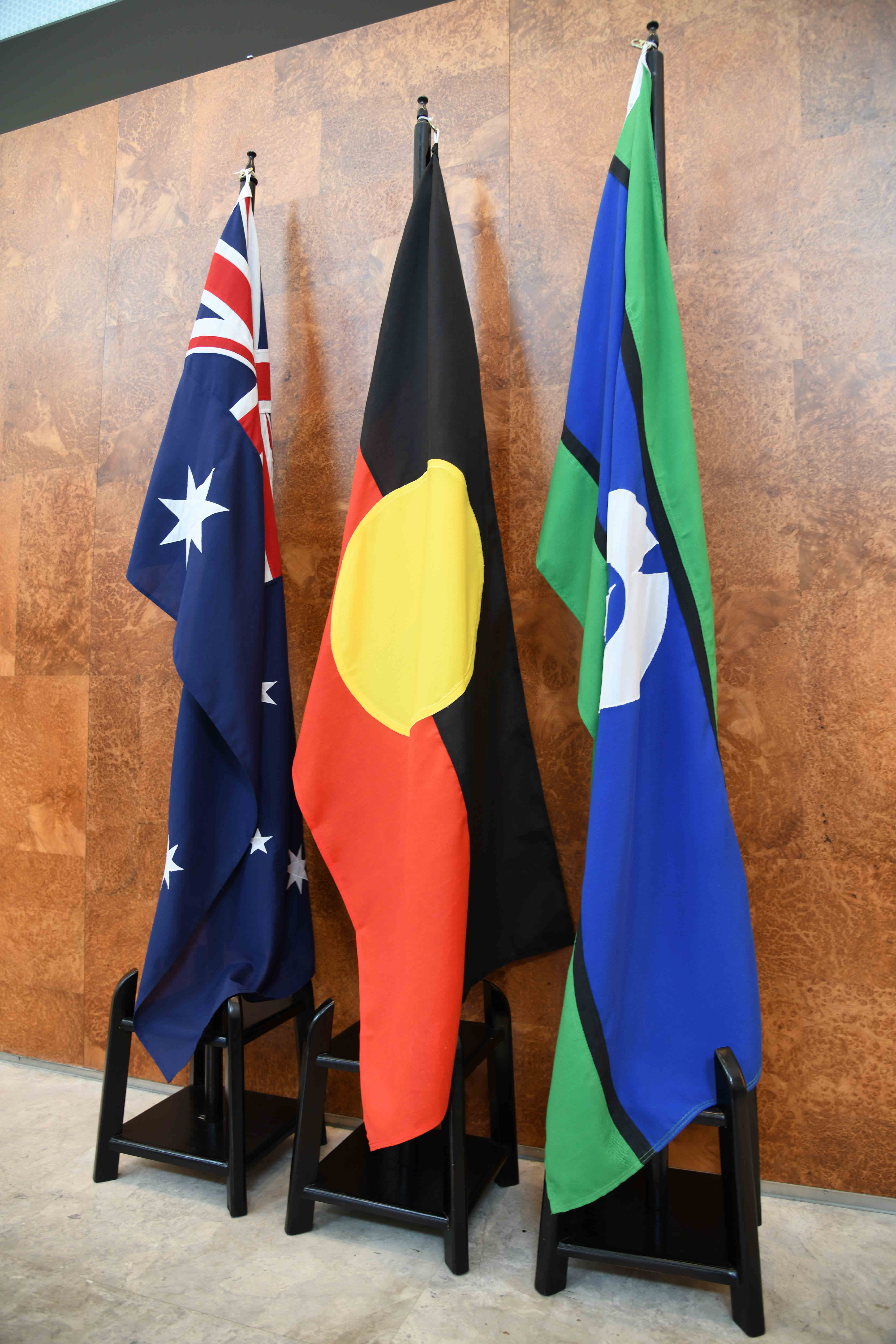
Флаги Австралии, аборигенов Австралии и флаг аборигенов островов Торресова пролива, в том виде, в котором они часто демострируются на официальных мероприятиях.

Флаг часто используется на материковой Австралии, поскольку бо́льшая часть аборигенов пролива проживает именно там. Например, он вывешен рядом с флагом австралийских аборигенов перед зданием муниципалитета Аделаиды в Южной Австралии.
После парламентских выборов в Австралии, состоявшихся 21 мая 2022 года, новое правительство лейбористов под руководством Энтони Албаниза начало демонстрировать флаг аборигенов Австралии и флаг аборигенов островов Торресова пролива наряду с национальным флагом на пресс-конференциях министров. С началом работы нового парламента оба флага были установлены в залах Палаты представителей и Сената.
С 27 мая 2022 года, в начале Национальной недели воссоединения, флаги аборигенов Австралии и аборигенов островов Торресова пролива были подняты на лужайке перед домом губернатора Южной Австралии, чтобы висеть наряду с флагом Южной Австралии.

## Местные флаги

### Остров Мюррей
| - Флаг Острова Мюррей |

Флаг острова Мюррей, расположенного в восточной части Торресова пролива, состоит из трёх вертикальных полос: красной, белой и чёрной, символизирующих креольскую культуру Торресова пролива. Слева сверху изображён лепесток Гибискуса липовидого, символизирующего мир и власть. Он расположен на белом круге, окружённом восемью шестиконечными звёздами, представляющими 8 племён народа Мериам. Флаг был разработан местным художником Эндрю Пассисом-старшим.

### Остров Саибаи
| - Флаг острова Саибаи |

Флаг острова Саибай, расположенного в четырёх километрах от Папуа-Новой Гвинеи, состоит из зелёного треугольника, символизирующего землю, на тёмно-синего фоне, представляющем собой море. Внутри зелёного треугольника изображён жёлтый лист, олицетворяющий мир. Также на флаге присутствует восьмиконечная звезда, символизирующая остров как часть Австралии.